# XXXV Liceum Ogólnokształcące z Oddziałami Dwujęzycznymi im. Bolesława Prusa w Warszawie

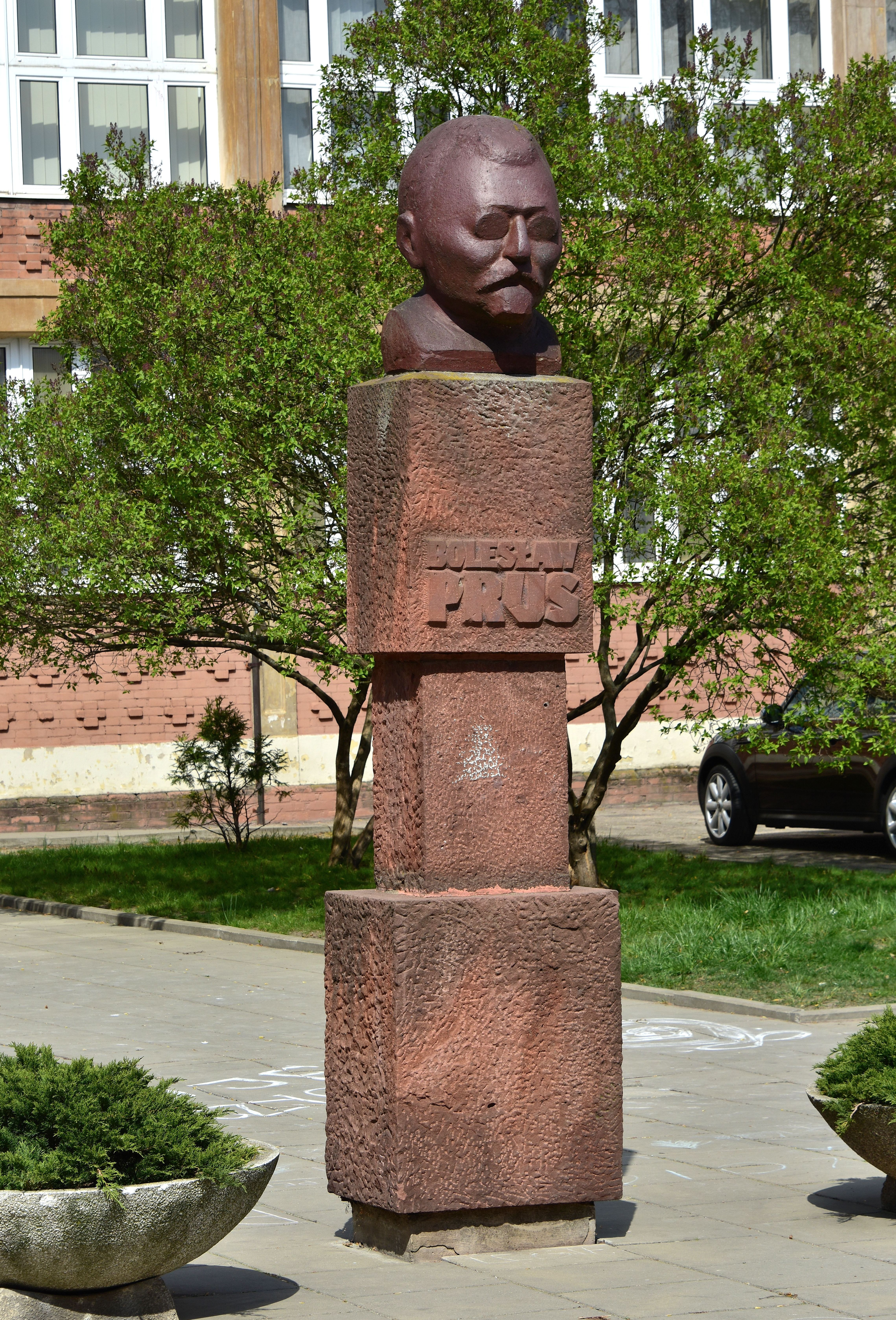
Popiersie Bolesława Prusa przed budynkiem szkoły

XXXV Liceum Ogólnokształcące z Oddziałami Dwujęzycznymi im. Bolesława Prusa – publiczne liceum ogólnokształcące znajdujące się przy ul. Zwycięzców 7/9 na Saskiej Kępie w Warszawie.

## Historia
Placówka zaczęła działać w dniu 1.09.1922 roku jako II Gimnazjum Męskie Związku Nauczycielskiego Polskiego Szkół Średnich. Siedzibą szkoły był wówczas budynek przy ul. Żurawiej 49 (własność I Gimnazjum ZNP Szkół Średnich). W 1926 roku szkoła przeniosła się na ul. Jasną 10. Początkowo miała profil matematyczno-przyrodniczy, stopniowo zmieniając go na humanistyczny.
W 1932 nadano szkole sztandar (obecnie znajduje się w liceum). W 1934 wynajęto dodatkowe sale przy ul. Sienkiewicza 16.
W 1935 Oktawia Głowacka – wdowa po pisarzu – wyraziła zgodę na nadanie szkole imienia jej męża. Od tego czasu każdy uczeń poznawał twórczość patrona, a na egzaminie maturalnym obowiązkowe było pytanie na ten temat. W dniu śmierci Bolesława Prusa organizowano uroczystości szkolne.
Przy poparciu prezydenta Warszawy Stefana Starzyńskiego i dzięki ofiarności nauczycieli, którzy 10% pensji odkładali na fundusz budowy własnego gmachu szkolnego, w 1939 nabyto plac przy ul. Angorskiej na Saskiej Kępie. Budowę nowego gmachu przerwał wybuch wojny. Prowadzono wówczas tajne komplety, w których do 1944 uczestniczyło 270 uczniów (67 matur). Do 1944 roku dyrektorem był Czesław Jędraszko.
W 1949 władze oświatowe powołały VI Szkołę Ogólnokształcącą TPD (11 klas) i rozpoczęto budowę gmachu przy ul. Zwycięzców (zakończoną w 1951). W latach 1953–1954 wykonano charakterystyczne elewacje z geometrycznym ceglanym wątkiem.
W 1956 rozwiązano szkoły TPD, a w 1960 liceum otrzymało ponownie imię Bolesława Prusa. Przed budynkiem stanął w 1984 pomnik patrona autorstwa Stanisława Sikory.
W 2002 powstało trzyletnie liceum o nazwie XXXV Liceum Ogólnokształcące z Oddziałami Dwujęzycznymi.
W 2022 szkoła uhonorowana została Odznaka Honorowa „Zasłużony dla Mazowsza”.
Wieloletnimi dyrektorami szkoły byli Teodor Zubkiewicz (1952–1972) i Jan Strzelec (1982–2003).

## Absolwenci
- Michał Boni
- Piotr Gliński
- Robert Gliński
- Łukasz Korolkiewicz
- Waldemar Łysiak
- Karol Strasburger
- Paweł Wypych
- Jacek Kawalec
- Jacek Rokicki[4]